# Samskara
Die Samskaras (Sanskrit, m., संस्कार, saṃskāra) sind die Übergangsrituale im Hinduismus, wobei sich der Begriff Samskaras auch auf geistige Eindrücke, Erinnerungen oder psychologische Prägungen beziehen kann. Die Tradition kennt bis zu vierzig Samskaras, von denen die Schriftgelehrten zwölf besonders beachtet haben. Drei sind für alle „Zweimalgeborenen“ unverzichtbar: Initiation, Heirat, Totenritual.
Pränatale und Geburtsriten:
1. Garbhadharana: Zeugung
2. Pumsavana: Transformation der Leibesfrucht zu einem männlichen Fötus
3. Simantonnayana: Haarscheitelung der Schwangeren
4. Jatakarma: Geburt

Kindheit
1. Namakarana: Namensgebung
2. Nishkramana: Erster Ausflug
3. Annaprasana: Erste feste Speise
4. Chudakarana: Tonsur
5. Karnavedha: Ohrdurchstechen

Pubertäts- und Adoleszenzriten
1. Vidhyarambha: Lernbeginn
2. Upanayana: Initiation (Verleihung der Heiligen Schnur)
3. Vedarambha: Beginn des Vedastudiums
4. Keshanta: Erste Rasur
5. Samavartana: Ende des Studiums

Erwachsene
1. Vivaha: Hochzeit
2. Anthyesthi: Leichenverbrennung
3. Shraddha: Ahnenritual